# To cholerne Rio
To cholerne Rio (ang. Blame It on Rio) – amerykańska komedia romantyczna z 1984 roku w reżyserii Stanleya Donena. Wyprodukowany przez 20th Century Fox i Metro-Goldwyn-Mayer.
Swoją światową premierę film miał 17 lutego 1984 roku.

## Fabuła
Dwójka przyjaciół wybiera się na wakacje do Rio de Janeiro wraz ze swoimi córkami. Wyjazd komplikuje się, gdy pewnego wieczoru jedna z córek uwodzi kolegę ojca. 

## Obsada
- Michael Caine jako Matthew Hollis
- Joseph Bologna jako Victor Lyons
- Michelle Johnson jako Jennifer Lyons
- Demi Moore jako Nicole (Nikki) Hollis
- Valerie Harper jako Karen Hollis
- José Lewgoy jako Eduardo Marques
- Lupe Gigliotti jako Signora Botega
- Nelson Dantas jako doktor